# Jan van Breda Kolff (voetballer)
Jan Gualtherus van Breda Kolff (Medan (Nederlands-Indië), 18 januari 1894 – West Chatham (Massachusetts), 6 februari 1976) was een Nederlands voetballer van HVV uit Den Haag. In 1910 en in 1914 werd hij met HVV landskampioen. Meestal speelde hij er rechtsbuiten.
Hij is de jongste speler ooit in het Nederlands elftal.

## Interlandcarrière
Op 2 april 1911 maakte Van Breda Kolff zijn debuut voor Oranje. Hij was op dat moment 17 jaar en 74 dagen oud en is daarmee nog steeds de jongste debutant ooit. Zijn debuut maakte hij tegen België. De wedstrijd werd met 3-1 gewonnen. Van Breda Kolff maakte na een solo een doelpunt, waarmee hij dus tevens de jongste doelpuntenmaker ooit is.
Tussen april 1911 en mei 1913 speelde Van Breda Kolff in totaal elf interlands (zeven keer winst, twee keer gelijk, twee keer verloren), waarin hij één keer scoorde. In 1912 haalde hij tijdens de Olympische Spelen in Stockholm de bronzen medaille na een 9-0-overwinning op Finland. Van Breda Kolff speelde tijdens alle vier de wedstrijden die Nederland tijdens dat toernooi speelde mee.
Zijn laatste interland speelde hij op 9 maart 1913 tegen België (uitslag 3-3). Hij was tijdens deze interland de enige speler van het Nederlands elftal die nog op school zat.

## Privé
Van Breda Kolff voltooide na de H.B.S. de Handelsdagschool in Rotterdam. Hij trad vervolgens in dienst van de Rotterdam Bank, die hem in 1921 voor een periode van drie jaar uitzond naar New York. In 1924 keerde hij voor een korte periode terug naar Nederland. In juni 1924 emigreerde hij naar de Verenigde Staten, waar hij zich vestigde in Montclair in de staat New Jersey. Hij was jarenlang werkzaam in het Amerikaanse bankwezen.
Van Breda Kolff was getrouwd en had drie kinderen. Zijn eerste vrouw stierf in 1942. In 1947 hertrouwde hij. Zijn zoon Willem Hendrik ("Butch") van Breda Kolff was een Amerikaans basketballer, die met name als profcoach van de Los Angeles Lakers successen vierde in de NBA. Ook kleinzoon Jan Michael van Breda Kolff, genoemd naar zijn grootvader, was een Amerikaans basketballer en basketballcoach.